# 丁兴农
丁兴农（1963年2月—），江苏建湖人，中国人民解放军中将，中共第二十届中央候补委员。
历任总装备部政治部干部部副部长，总装备部工程设计研究总院政委。2008年，任中国卫星海上测控部党委书记、政治委员。2010年7月，晋升少将军衔。2012年3月，任总装备部政治部主任。曾任战略支援部队网络系统部政治委员。2021年12月任战略支援部队政治工作部主任。2024年4月，调任火箭军副政委。
2019年，晋升中将军衔。